# La Jagua de Ibirico
La Jagua de Ibirico is een gemeente in het Colombiaanse departement Cesar. De gemeente telt 21.386 inwoners (2005). De belangrijkste economische sectoren van de gemeente zijn de steenkoolwinning en de productie van cacao, suikerriet, sorgo, sesam en koffie, de laatste op kleine schaal. De gemeente kent grote hoogteverschillen en is gelegen in de Serranía del Perijá. De rivieren Sororia en Tocuy stromen door de gemeente.
Aguachica · Astrea · Becerril · Bosconia · Chimichagua · Chiriguaná · Agustín Codazzi · Curumaní · El Copey · El Paso · Gamarra · González · La Gloria · La Jagua de Ibirico · La Paz Robles · Manaure · Pailitas · Pelaya · Pueblo Bello · Río de Oro · San Alberto · San Diego · San Martín · Tamalameque · Valledupar